# 테트초원바위쥐
테트초원바위쥐(Aethomys ineptus)는 쥐과 쥐아과에 속하는 설치류의 일종이다. 남아프리카공화국과 에스와티니에서 발견된다. 자연 서식지는 온대 기후 숲과 관목 지대, 초원이다. 일반명은 잠베지강의 모식산지 테트에서 유래했다.